# Coma d'Espòs
La Coma d'Espòs és una coma del terme municipal de la Torre de Cabdella, del Pallars Jussà, dins del seu terme primigeni.
Està situada a llevant del pantà de Sallente i al sud-est de l'Estany Gento. Al seu capdamunt es troba el Montorroio, al sud-est, i també té al sud el Tossalet de la Coma.
Hi baixa el barranc de la Coma d'Espòs, que aboca les seves aigües -ultra les que són desviades cap a l'Estany Gento- directament en el pantà de Sallente, prop del seu extrem sud-oriental.